# Batizovský potok
Batizovský potok je potok v Batizovské dolině ve Vysokých Tatrách na Slovensku. Protéká okresem Poprad. Je to pravý přítok Velického potoka. Je dlouhý 21,0 km. Jeho povodí má rozlohu 12,7 km². Na horním toku se nazývá místně Kahule.

## Průběh toku
Odtéká z jihovýchodního rohu Batizovského plesa v nadmořské výšce přibližně 1884 m. Protéká střední a dolní částí Batizovské doliny, přičemž na horním toku vytváří Batizovské vodopády. Na dolním toku protéká kolem Nové Polianky a Batizovců. Vytváří dvě bifurkace. Pod vodopády se odpojuje doprava Batizovská Suchá voda, která teče do Malé Hučavy a u Batizovců se odpojuje doleva Vába, která teče do Velického potoka do něhož v nadmořské výšce 705 m ústí zprava i hlavní tok.